# Alberto Albertoni
Alberto Albertoni (Água Branca, 13 dicembre 1897 – Cremona, 29 novembre 1956) è stato un calciatore italiano, di ruolo attaccante.
Era detto "Divo" per il carattere vanitoso e "Vecio".

## Carriera
Cresciuto nel club brasiliano del Germania, si trasferì in Italia, giocando due campionati nel Pro Victoria di Monza e nella Vigor F.C. di Milano.
Passato alla Cremonese, Albertoni disputò due stagioni, contribuendo in modo sostanziale a vincere il campionato di Promozione 1913-1914.
Nell'autunno del 1916 si trasferì a Modena, per obblighi militari, disputando e vincendo la Coppa Emiliana.
Tornato alla Cremonese alla fine della Grande Guerra, non poté scendere in campo in quella stagione ed in quella successiva, nella quale era passato al Brescia, a causa di una squalifica per professionismo, della durata di un anno: decise di andarsene in Brasile, nel Palestra Italia.
Terminata la squalifica, fece nuovamente ritorno in Italia, giocando altri tre campionati nella Cremonese.
Mezzala, tecnicamente molto dotato, sapeva deliziare la platea con le sue doti tecniche, oltre ad avere una spiccata capacità realizzativa.

## Palmarès

### Club

#### Competizioni regionali
- Promozione: 1

Cremonese: 1913-1914